# Damián Santagati
Damián Exequiel Santagati (Buenos Aires, Argentina; 28 de febrero de 1990) es un futbolista argentino. Juega como lateral por izquierda, aunque también puede desempeñarse como marcador central, y su primer equipo fue Unión de Santa Fe. Actualmente milita en Deportivo Español de la Primera C.

## Trayectoria
Realizó inferiores en Boca Juniors. A mediados de 2011 se sumó al Unión de Santa Fe.
En 2012 fue cedido a préstamo a Deportivo Merlo, club que militaba en la Primera B Nacional. Tuvo su debut profesional con la camiseta del Charro el 15 de septiembre de ese año.
En 2013 se incorporó aQuilmes.
Al año siguiente se convirtió en jugador del Club Sportivo Dock Sud y tras dos años como titular y capitán, pasó a formar parte del Club Defensores Unidos de Zárate. Allí, dirigido primero por Manuel Maddoni y luego por Gustavo Puebla, fue una pieza clave en el equipo que peleó el ascenso a la Primera B Metropolitana en la temporada 2016-2017, cuando CADU llegó a la final del reducido y perdió contra el Club Atlético San Miguel.
En agosto de 2017 fue contratado por el Club Luján, donde dirigía "Gallego" Mena. El 9 de octubre de ese año hizo su primer gol contra CADU, su exequipo, en la victoria por 4-1 en Zárate. En esa temporada y en la siguiente jugó más de 50 partidos y anotó cuatro goles (entre ellos, el gol que valió el triunfo contra el clásico Leandro N. Alem de visitante). También participó en la Copa Argentina en la edición 2018; después de ganarle a Agropecuario perdieron en 16avos contra Estudiantes de La Plata, por penales. 
En junio de 2019 se incorporó a Sacachispas, equipo de la Primera B Metropolitana.

## Clubes
| Club              | País      | Año       |
| ----------------- | --------- | --------- |
| Boca Juniors      | Argentina | 2009-2011 |
| Unión de Santa Fe | Argentina | 2011-2012 |
| Deportivo Merlo   | Argentina | 2012-2013 |
| Quilmes           | Argentina | 2013-2014 |
| Dock Sud          | Argentina | 2014-2016 |
| Defensores Unidos | Argentina | 2016-2017 |
| Luján             | Argentina | 2017-2019 |
| Sacachispas       | Argentina | 2019-2020 |
| Midland           | Argentina | 2020-2021 |
| Deportivo Español | Argentina | 2022-?    |